# Mortimer Menpes
Mortimer Menpes, né le 22 février 1855 à Port Adélaïde (Australie-Méridionale) et mort le 1er avril 1938 à Pangbourne, est un peintre, graveur et illustrateur britannique puis australien.

## Biographie
Mortimer Menpes est le deuxième fils du promoteur immobilier James Menpes (1er août 1818 - 7 décembre 1906), qui , avec sa femme Ann, née Smith, est arrivé en Australie du Sud depuis Londres sur le Moffatt en décembre 1839. Malgré la perte de nombreux biens lors d'un grand incendie en 1857, James Menpes prospéra en construisant de grands magasins sur St. Vincent Street à Port Adelaide et des logements, « Cypress Terrace », sur Wakefield Street à Adélaïde. James prit sa retraite des affaires en 1866 et retourna en Angleterre avec son épouse, ses fils Mortimer et James Henry, ainsi que ses deux filles, et s'établit à Chelsea

### Formation
Mortimer Menpes fit ses études à l'Adelaide Institute de John L. Young, puis suivit des cours à la School of Design d’Adélaïde et y fit un excellent travail de photo-coloriste, mais sa formation artistique véritable débuta à la School of Art de Londres en 1878, après le retour de sa famille en Angleterre en 1875. Il exposa pour la première fois à la Royal Academy en 1880 et, au cours des 20 années suivantes, 35 de ses peintures et gravures y furent montrées. Son père, tard dans sa vie, a également développé une passion pour la peinture.

### Relation avec Whistler
Menpes partit pour une tournée de dessins en Bretagne en 1880, visitant notamment Rochefort-en-Terre et Pont-Aven, au cours de laquelle il rencontra James McNeill Whistler. Il devint son élève et partagea un appartement avec lui à Cheyne Walk, sur le quai de Chelsea, à Londres. Whistler lui a enseigné la gravure, puis il se lia d'amitié avec Théodore Roussel, également initié à la gravure par Whistler. Son influence, ainsi que celle du design japonais, est évidente dans ses travaux ultérieurs.
Il séjourne trois mois en Cornouailles en 1884, avec Whistler et Walter Sickert (1860-1942). Whistler y a peint à St Ives, une vue de l'atelier du Dr Slack dans Fore Street « Une note grise : Village Street ».
Whistler et Menpes se sont disputés en 1888 au sujet du design intérieur de la maison. Whistler a estimé qu’il s’agissait d’une reproduction irréprochable de ses propres idées. La maison fut vendue en 1900 et Menpes déménagea dans le Kent.

### Reconnaissance
Mortimer Menpes est devenu une figure majeure du renouveau de la gravure à l'eau-forte, produisant plus de sept cents gravures et points secs différents, qu'il imprimait lui-même. Dès 1880, une sélection de dix de ses portraits à la pointe sèche, offerte au British Museum par Charles A. Howell, lui valut des critiques élogieuses.
Après une visite au Japon, il organise en 1887 sa première exposition personnelle à la galerie Dowdeswell à Londres. Mortimer Menpes  déménagea dans une propriété située au 25 Cadogan Gardens, Sloane Square, conçue pour lui par AH Mackmurdo en 1888 et la décora à la japonaise.
Menpes devint membre de la Société royale des peintres-graveurs et graveurs en 1881, de la Société royale des artistes britanniques en 1885, de l'Institut royal des peintres à l'aquarelle en 1897 et de l'Institut royal des peintres à l'huile en 1899.
En 1900, après le déclenchement de la Guerre des Boers , Menpes est envoyé en Afrique du Sud en tant qu'artiste de guerre pour l'hebdomadaire illustré Black and White. Après la fin de la guerre en 1902, il voyagea beaucoup, se rendant en Birmanie, en Égypte, en France, en Inde, en Italie, au Japon, au Cachemire, au Mexique, au Maroc et en Espagne. Plusieurs de ses illustrations ont été publiées dans des livres de voyage par A & C Black . Son livre sur le Delhi Durbar était un compte-rendu illustré de la commémoration du couronnement du roi Édouard VII à Delhi .

### Entrepreneur
Pendant les 30 dernières années de sa vie, Menpes s'est retiré à Iris Court, à Pangbourne, où il dirigeait son entreprise Purley-on-Thames , Menpes Fruit Farms. Il construisit quarante grandes serres pour y faire pousser des œillets et huit cottages pour accueillir les ouvriers agricoles. Il est mort à Pangbourne en 1938.

## Son œuvre

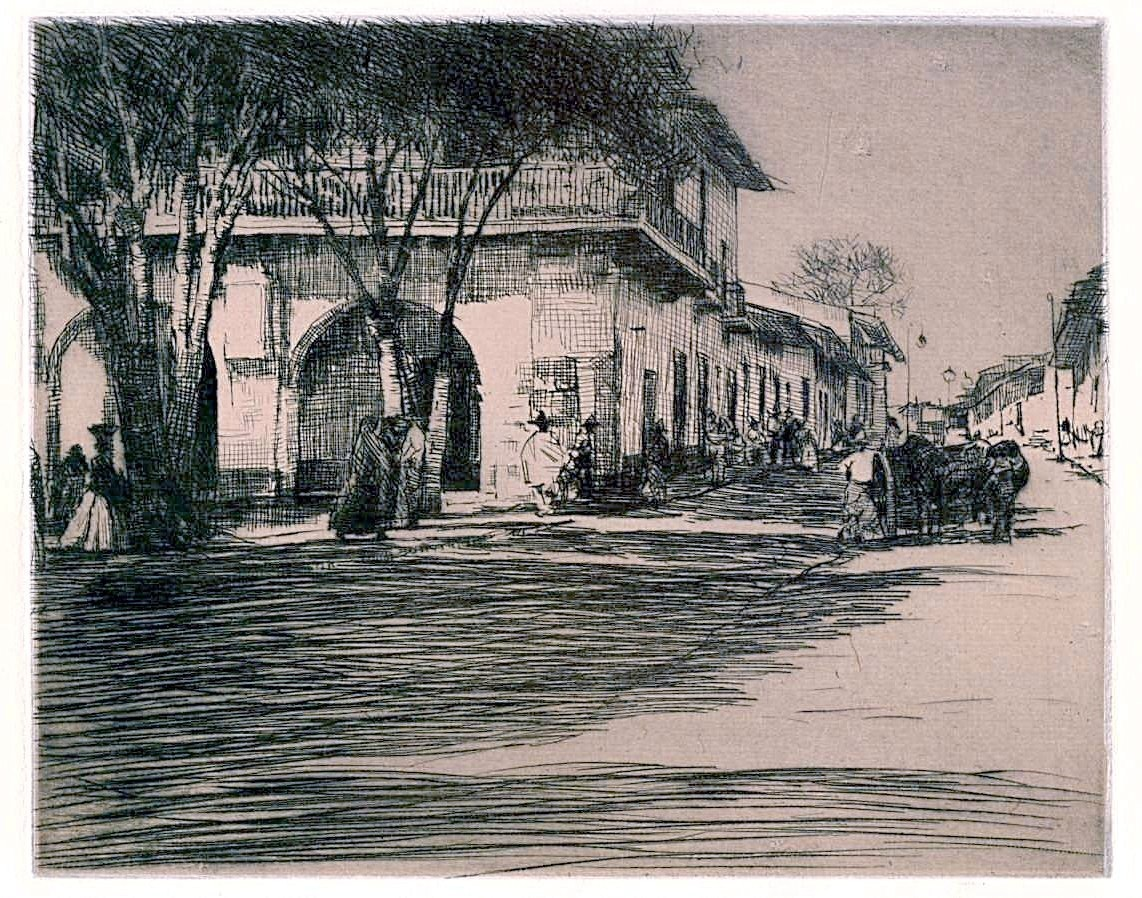
Scène de rue à Mexico (1890).
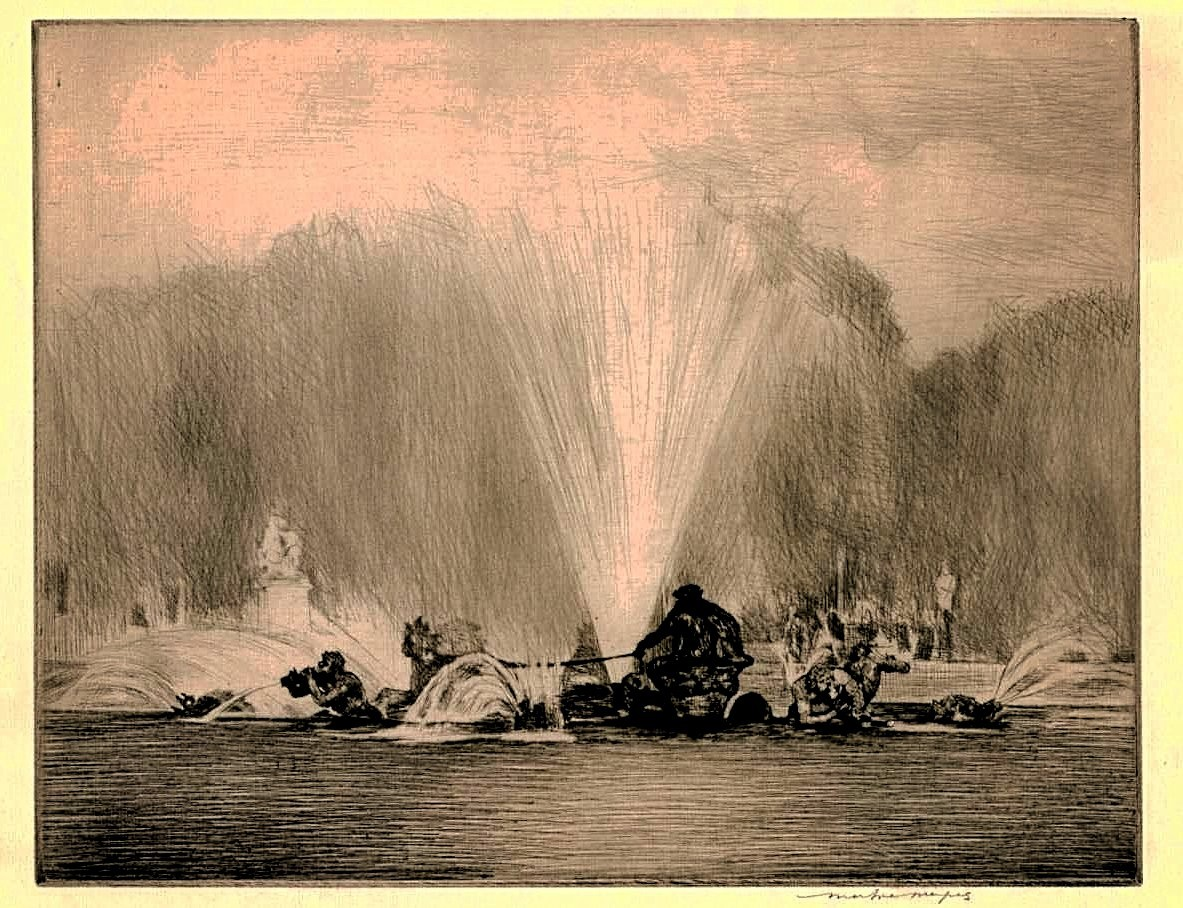
Les fontaines de Versailles (1893).
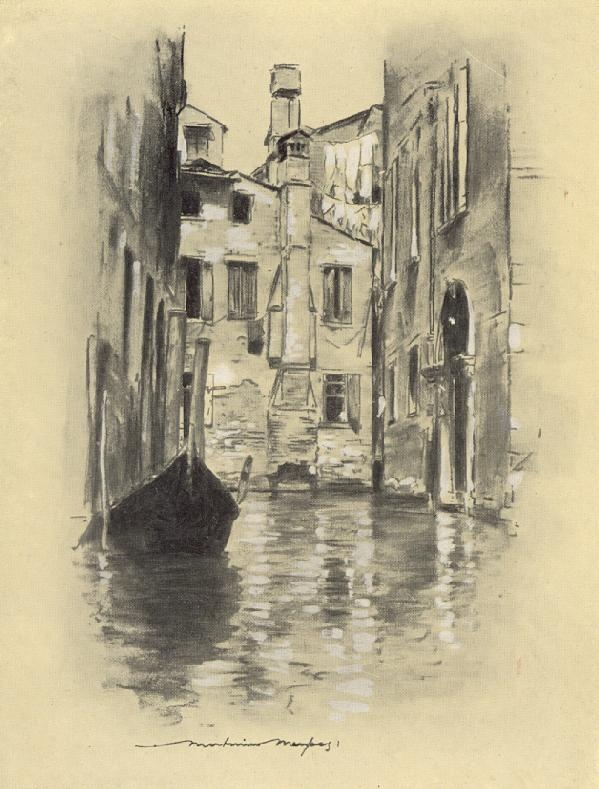
Rue de Venise (vers 1900).
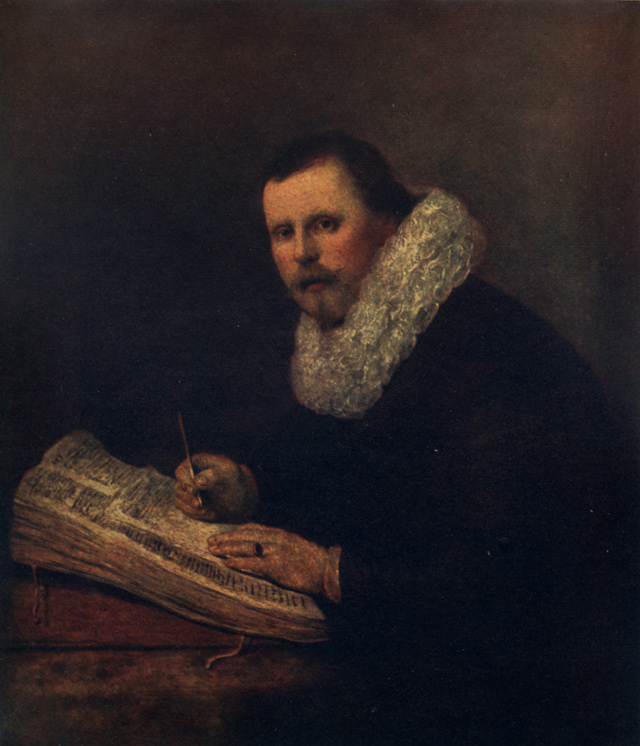
Portrait de savant (entre 1900 - 1905, musée de l'Ermitage, Saint-Petersbourg).
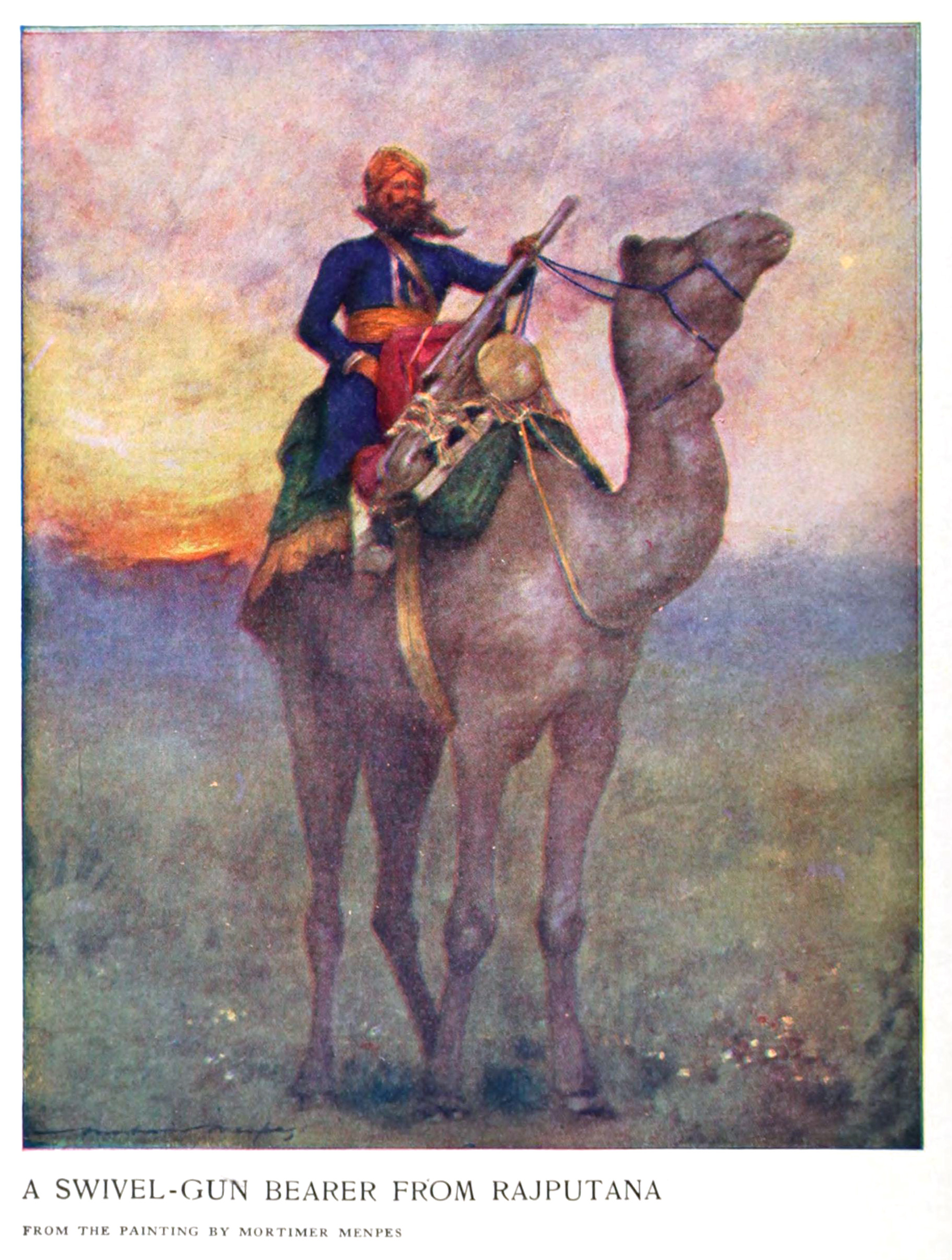
A Swivel-Gun Bearer from Rajputana (1904).
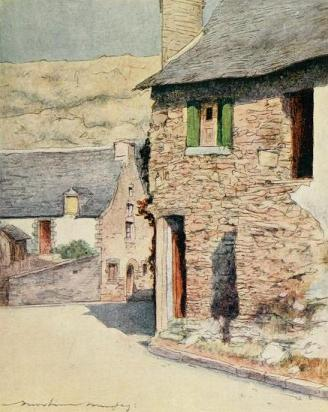
À Rochefort-en-Terre (1905).
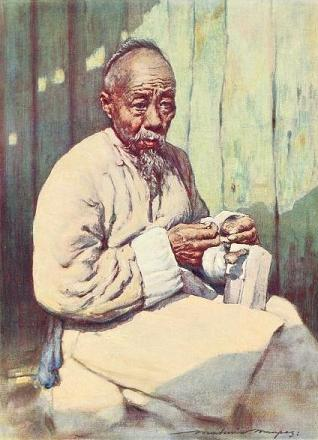
A Shoemaker (1909).
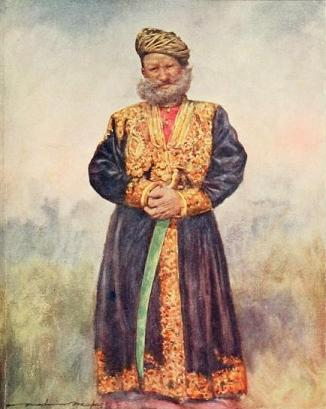
Le rajput de Rajgarh (1910).
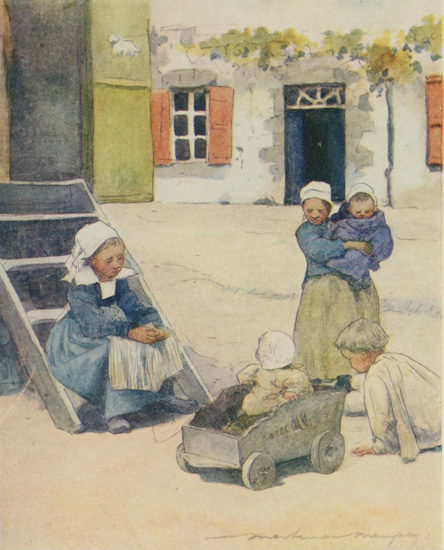
Playing on the "Place", Pont-Aven (1912 ou avant).
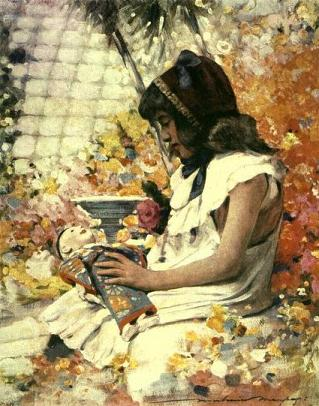
Fillette française jouant avec sa poupée (1918).
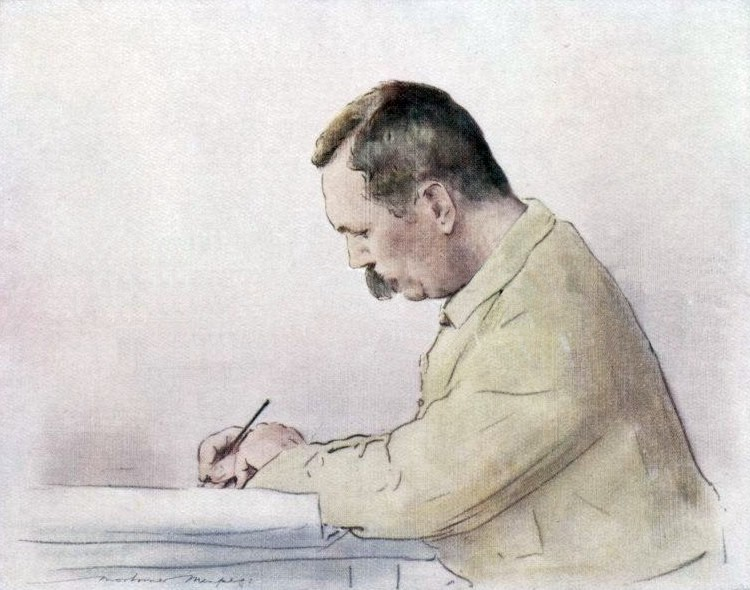
Portrait de Sir Arthur Conan Doyle (avant 1930).

### Postérité
Une exposition de son œuvre, Le monde de Mortimer Menpes: Peintre, Graveur, Raconteur, a ouvert ses portes à la Galerie d'art de l'Australie-Méridionale le 14 juin 2014.